# Смыково (Вологодская область)
Смыково — деревня в Вологодском районе Вологодской области.
Входит в состав Майского сельского поселения (с 1 января 2006 года по 8 апреля 2009 года входила в Октябрьское сельское поселение), с точки зрения административно-территориального деления — в Октябрьский сельсовет.
Расстояние до районного центра Вологды по автодороге — 21 км, до центра муниципального образования Майского по прямой — 9 км. Ближайшие населённые пункты — Дулепово, Мягрино, Новоселово.
По переписи 2002 года население — 5 человек.